# Giovanni Domenico da Nola
Pour les articles homonymes, voir Nola.
Giovanni Domenico da Nola (Nola, vers 1510 – mai 1592) est un compositeur de musique et un poète italien de la Renaissance.

## Biographie
Il est l'un des fondateurs de l'Accademia dei Sereni en 1546-47, où il rencontre Luigi Dentice et le Marquis de la Terza, qui était le protecteur de Roland de Lassus. Le 1er février 1563, Nola est nommé maître de chapelle à la basilique de la Sainte Annonciation Majeure de Naples, charge qu'il occupe jusqu'à sa mort, 29 ans plus tard. Il enseigne aussi le chant aux femmes des hôpitaux de l'Annunziata et aux diacres du séminaire.
Sa première publication, en 1541, consiste en deux livres de Canzoni villanelle, contenant 31 villanelle et 11 mascherate. Tenus en grande estime par ses contemporains, les arrangements de ces œuvres sont faits par Lassus, Hubert Waelrant, Adrien Willaert, Baldassare Donato, Perissone Cambio et Antonio Scandello. Lyriquement, ces œuvres sont souvent drôles et construites sur des dialectes et des expressions locales; musicalement elles font un habile usage de l'imitation et d'intentionnelles quintes parallèles.
Nola publie un livre de madrigaux en 1545; des 29 œuvres, 22 sont des adaptations de Pétrarque, y compris un madrigal, six chansons et quinze sonnets. Ses travaux montrent un équilibre de tessitures imitatives et homophoniques, et font un usage d'altérations pour augmenter la tension musicale. Nola utilise, souvent, le style des note nere (en), commun à son époque. Plus tard, il publie un second livre de madrigaux à cinq voix; deux autres livres de madrigaux ont été perdus. Certains de ses poèmes sont publiés sans musique.
L'ensemble de son œuvre parvenu jusqu'à nous, est édité par L. Cammarota, et publié en 1973.

## Œuvres

### Sacrés
- Liber primus motectorum (Venise, 1549, 5 voix) - incomplet
- Cantiones vulgo motecta appellatae (Venise, 1575, 6 voix) - perdu

### Profanes
- Canzoni villanelle (Venise, 1541) – l'unique copie sauvegardée est conservée dans une bibliothèque polonaise.
- Madrigali (Venise, 1545, 4 voix)
- Il secondo libro de madrigali (Rome, 1564, 5 voix) - incomplet
- Il primo libro delle villanelle alla napolitana (Venise, 1567, 3 et 4 voix)
- Il quarto libro di madrigali (5 et 6 voix) - perdu
- Cinq Napolitane, trois tablatures pour luth
- 15 madrigaux publiés ou copiés